# أبو ثابت المدني
أبو ثابت محمد بن عبيد الله بن محمد بن زيد بن أبي زيد الأموي المدني المالكي. أحد العلماء ومن رواة الحديث عند أهل السنة والجماعة.
من شيوخ الإمام البخاري. كان مولى آل عثمان بن عفان. وكان فقيهاً ويعمل بالتجارة. صحب ابن القاسم وأتى بعلمه إلى العراق فأخذه عنه إسماعيل القاضي.

## أقوال العلماء فيه
قال أبو حاتم الرازي:«صدوق». وذكره ابن حبان في الثقات وقال الدارقطني: «ثقة حافظ.»

## شيوخه وتلاميذه
- شيوخه ومن روى عنهم:[4]

روى عن مالك بن أنس وإبراهيم بن سعد وابن أبي حازم وأسامة بن حفص وحاتم بن إسماعيل وعمر بن طلحة بن علقمة بن وقاص وابن وهب والداروردي وعبد المهيمن بن عباس بن سهل بن سعد وغيرهم.
- تلاميذه ومن روى عنه:[4]

روى عنه البخاري وروى النسائي عن أبي زرعة عنه وأبو حاتم وإبراهيم بن عبد الله بن الجنيد وأحمد بن نصر النيسابوري وإسماعيل بن إسحاق القاضي وموسى بن سهل الرملي والعباس بن الفضل الأسفاطي وغيرهم.